# Jordanita syriaca
Jordanita syriaca ist ein Schmetterling aus der Familie der Widderchen (Zygaenidae).

## Merkmale
Die Falter erreichen eine Vorderflügellänge von 10,4 bis 11,0 Millimeter bei den Männchen und 10,5 Millimeter bei den Weibchen. Kopf, Thorax und Abdomen schimmern metallisch grün, die Beine sind bläulich grün. Die Stirn (Frons) ist fast doppelt so breit wie die Augen. Die Fühler bestehen aus 35 bis 36 Segmenten und schimmern blau oder bläulich grün. Sie haben einen sehr kräftigen Schaft. Die Kämmung reicht bis zur Fühlerspitze, wobei die letzten drei Segmente sehr kurz doppelt gekämmt sind. Die Vorderflügeloberseite ist grün und dicht beschuppt. Sie schimmert nur schwach. Die Hinterflügel sind grau und leicht transluzent. Die Flügelunterseiten sind grau. 
Bei den Männchen fehlt der ventrale Valvenfortsatz. Der ventrale Valvenrand ist mit kurzen stachelartigen Zähnen versehen und steht an der Stelle, wo sonst der Fortsatz ausgebildet ist, etwas hervor. Das Vinculum besitzt eine stark sklerotisierte rechteckige Saccusplatte. Der Aedeagus hat eine ausgestülpte Blase, die ventrolateral mit schlanken Stacheln versehen ist. Ein kleiner, proximal gelegener und ein großer, distad zu den Stacheln befindlicher Bereich ist mit winzigen dreieckigen Nadeln besetzt. Das 8. Abdominalsternit ist trapezförmig, distal stark gelappt und reicht über den hinteren Rand hinaus.
Bei den Weibchen ist das Ostium breit und eiförmig, die Ränder sind stark sklerotisiert. Das Antrum ist breit. Der proximale Teil des Ductus bursae ist breit und stark sklerotisiert. Der distale Teil ist transluzent, schmaler und stark gebogen. Das Corpus bursae ist kugelförmig.

### Ähnliche Arten
Eine ähnliche Art ist Jordanita graeca, deren Männchen unterscheiden sich aber durch das distal schlankere 8. Sternit und den weniger umgebogenen, doppellappigen hinteren Rand. J. syriaca und die ähnliche Art können genitalmorphologisch unterschieden werden und haben unterschiedliche Verbreitungsgebiete.
Jordanita anatolica ist in Syrien, dem Libanon und in Israel die einzige Art mit einem ähnlichen Habitus. Sie ist dunkler, Körper und Vorderflügeloberseiten schimmern weniger intensiv. Männchen und Weibchen können bei beiden Arten genitalmorphologisch unterschieden werden.
Kleine Exemplare von Adscita obscura ähneln manchmal J. syriaca. Die Fühler der Männchen sind allerdings keulenförmig und 7 bis 10 Segmente an der Spitze sind plättchenförmig. Bei den Weibchen ist der Fühlerschaft distal dicker. Beide Arten können genitalmorphologisch unterschieden werden.

## Verbreitung
Jordanita syriaca kommt in Syrien, im Libanon und in Israel vor.

## Biologie
Über die Biologie der Art ist bisher nichts bekannt.